# Saint-Denis (Réunion)

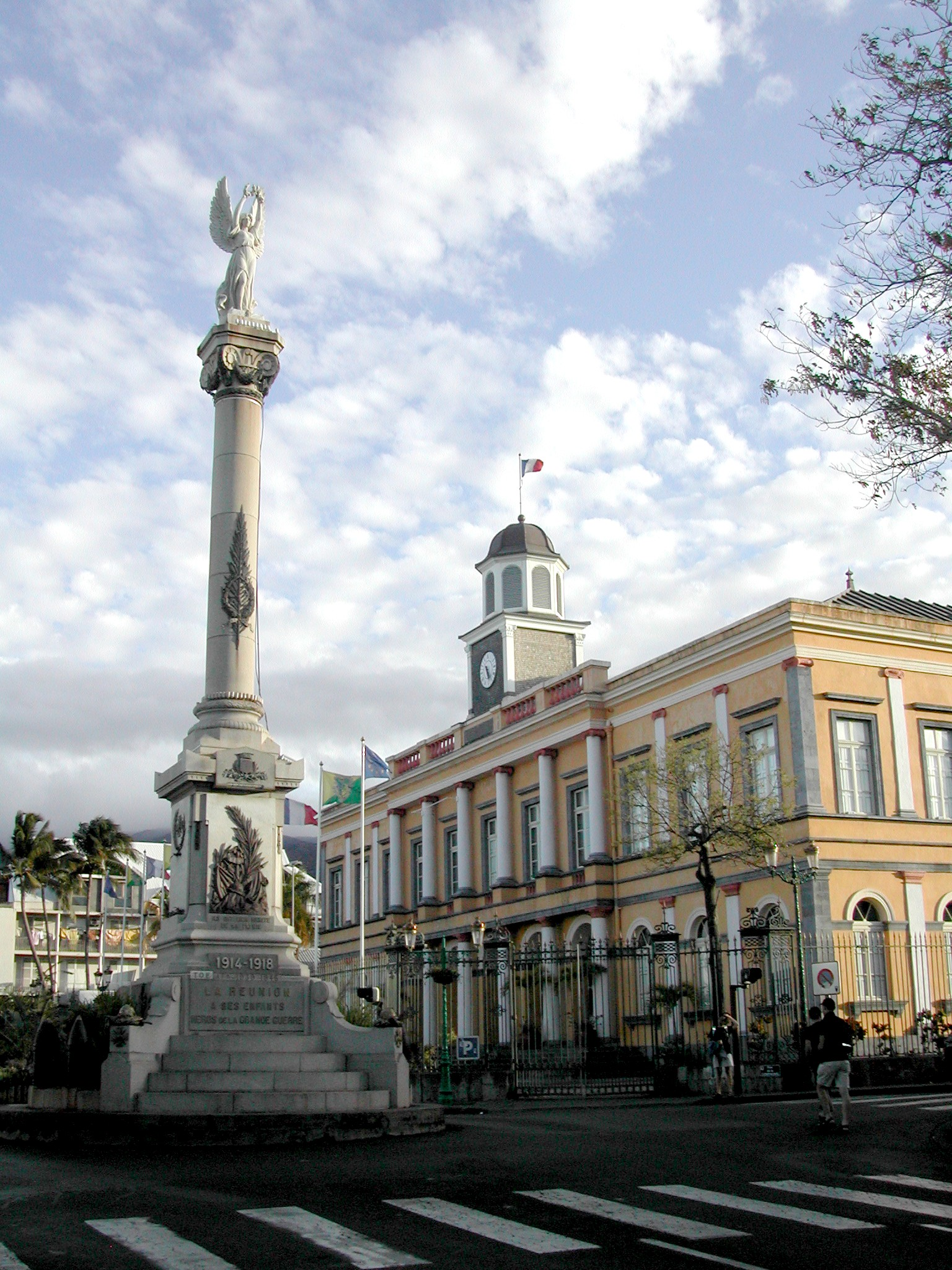
Altes Rathaus und Siegessäule

Saint-Denis (deutsch: heiliger Dionysius) ist eine Gemeinde und Hauptort der französischen Insel La Réunion, die zwischen Mauritius und Madagaskar im Indischen Ozean liegt und den Status eines französischen Überseedépartements (frz. département d’outre-mer) und einer französischen Region hat.
Die Gemeinde hat 156.149 Einwohner (Stand 1. Januar 2022).

## Geografie
Saint-Denis liegt im Norden der Insel direkt am Meer. Nachbargemeinden sind La Possession im Westen, Salazie im Süden und Sainte-Marie im Osten.
Höchster Punkt der Gemeinde ist die Roche Écrite mit einer Höhe von 2.276 m, Grenzpunkt der drei Gemeinden Saint-Denis, Possession und Salazie. Neben der Kernstadt gehören auch Dörfer im Umland zum Stadtgebiet, so auch Saint-Bernard.

## Geschichte
Der Name der Stadt stammt von einem Frachtschiff, das der französischen Ostindien-Kompagnie gehörte und die Insel im Jahr 1667 erreichte. Der Kommandant des Schiffes Etienne Régnault entschloss sich mit einigen Siedlern zunächst in Saint-Paul an der Nordwestküste niederzulassen. 1669 kam er nach Saint-Denis, dessen Bucht eine bessere Verteidigung zu bieten schien. Größere Bedeutung erhielt der Ort erst unter Inselgouverneur Bertrand François Mahé de La Bourdonnais.
Am 26. April 1720 kaperten die französischen Piraten Taylor und La Buse in der Bucht von Saint-Denis das portugiesische Schiff Nossa Senhora do Cabo e São Pedro, das zur Reparatur vor Anker lag.
Im Jahr 1738 wurde Saint-Denis Hauptort von Réunion und löste damit Saint-Paul ab. Der Aufbau der ersten Stadtviertel begann 1742 nach Plänen des Ingenieurs Pierre Guyomar. Der heute noch erkennbare schachbrettartige Grundriss geht jedoch größtenteils auf einen Entwurf von Chevalier Gustave Banks aus dem Jahr 1777 zurück.

## Politik

### Maires (Bürgermeister)
- 2008–2014: Gilbert Annette, PS
- 2001–2008: René-Paul Victoria, UMP
- 1994–2001: Michel Tamaya, PS
- 1989–1994: Gilbert Annette, PS
- 1969–1989: Auguste Legros, RPR

### Städtepartnerschaften
- Metz (Frankreich)
- Nizza (Frankreich)
- Tanger (Marokko)
- Charleroi (Belgien)

## Kultur und Sehenswürdigkeiten
Das Zentrum von Saint-Denis bietet viele Einkaufsmöglichkeiten; neben zahlreichen Geschäften und dem täglichen Schmuck- und Kleidermarkt in den Fußgängerzonen finden sich hier Souvenirläden sowie unzählige Cafés.
Im Zentrum der Stadt liegt ebenfalls der Jardin de l’État (zu deutsch: Staatsgarten), ein Park mit Springbrunnen und Palmen, an dessen Ende das Naturgeschichtemuseum der Region anschließt.
Saint-Denis ist außerdem reich an alten Gebäuden und Museen und hat ein historisches Rathaus (la mairie), das von innen an eine prunkvolle Villa erinnert.
Alle auf La Réunion bedeutenden Religionen sind in der Stadt vertreten, neben Kirchen, darunter der Kathedrale von Saint-Denis und Notre-Dame-de-la-Délivrance, gibt es hinduistische Tempel und Moscheen, darunter mit der Noor-e-Islam-Moschee die älteste Moschee Frankreichs. Direkt an der Fußgängerzone liegt die größte Moschee Noor-e-Islam mit einem markanten Minarett, welche bei ihrem Bau die erste in ganz Frankreich war.
Der Sitz des Departmentrats befindet sich im historischen Ancien hôpital militaire. Das Rathaus Saint-Denis wurde von 1846 bis 1860 errichtet.
Zu den historischen Gebäuden der Stadt gehören unter anderem die Villa Déramond und die Villa du Département aber auch kleinere Gebäude wie der Pavillon Bana. Bemerkenswert ist das Jugendstil-Portal am Haus 18, Avenue de la Victoire. Denkmalgeschützt ist auch der Brunnen Fontaine de la Cathédrale. In der Stadt befinden sich mehrere Denkmäler, darunter die an die Sklaverei erinnernden Denkmäler Géréon et Jasmin und das Denkmal für die Ankunft von Sarda Garriga sowie das Denkmal für die indischen Arbeiter und Vorfahren das an die indischen Einwanderer erinnert. Mit der Siegessäule wird den Gefallenen des Ersten Weltkriegs gedacht.
Westlich der Stadt besteht der Aussichtspunkt Belvédère des Trois Bancs.

## Wirtschaft und Infrastruktur
In der Innenstadt bestehen mit dem Grand Marché und dem Petit Marché zwei Märkte.

### Verkehr
Man erreicht die Stadt am besten durch den Littoral, die Küstenstraße, die einmal rund um die Insel führt.
Der Hauptflughafen der Insel, der Flughafen Réunion, befindet sich etwa zehn Kilometer östlich des Stadtzentrums.

### Bildung
Am Stadtrand befindet sich die Université de la Réunion. Es ist die einzige Universität des Départements.

## Söhne und Töchter der Stadt

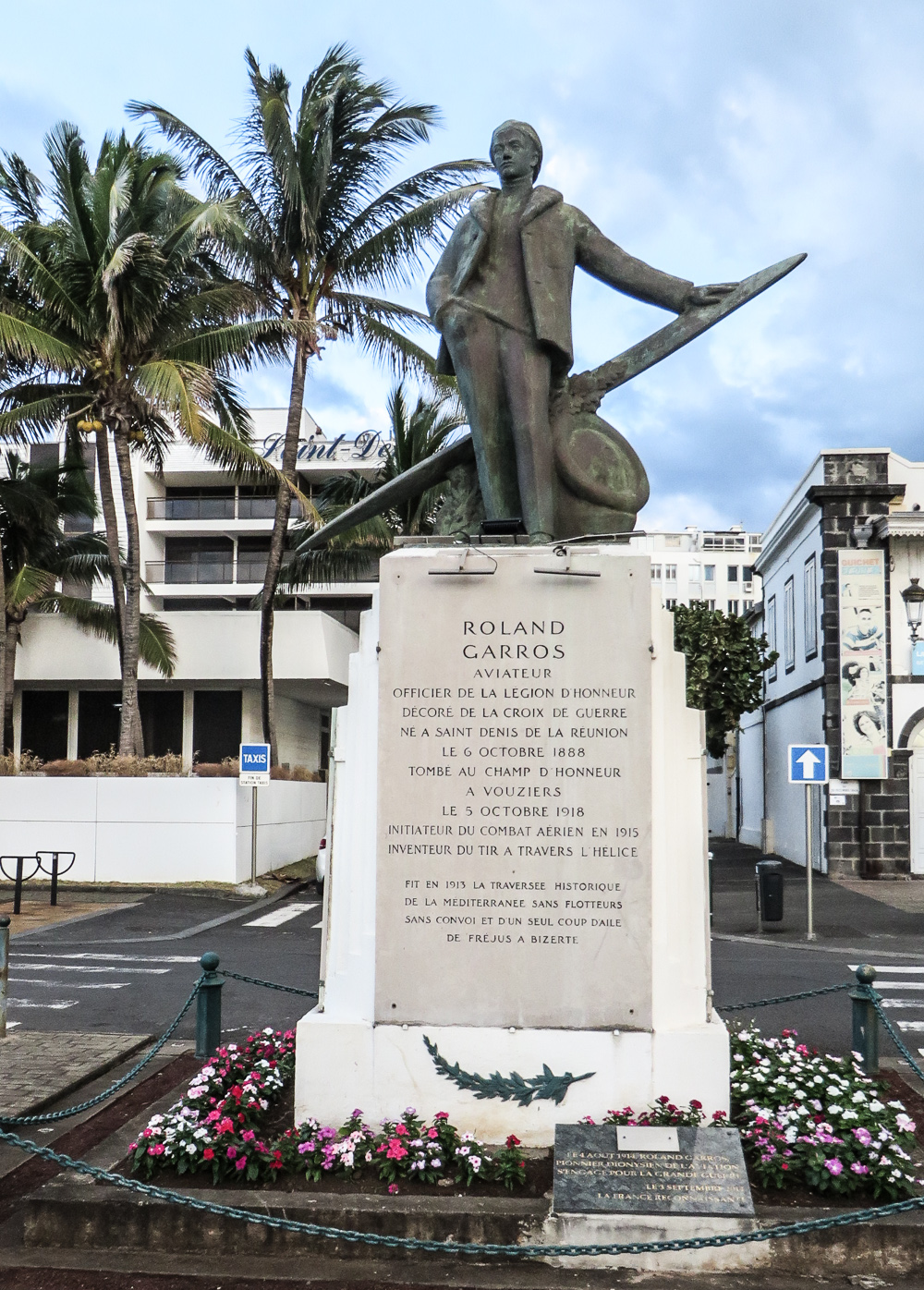
Denkmal von Roland Garros am Barachois

Ins Exil nach Réunion verbannt, lebte der Rais der Rifkabylen Abd al-Karim von 1926 bis 1947 in Saint-Denis.
- Yoël Armougom (* 1998), Fußballspieler
- Jean-Henri Azéma (1913–2000), Dichter und Kollaborateur
- François Gédéon Bailly de Monthion (1776–1850), General
- Raymond Barre (1924–2007), Politiker
- Kenji-Van Boto (* 1996), madagassisch-französischer Fußballspieler
- Louis Cazamian (1877–1965), Anglist
- Nicolas Claire (* 1987), Handballspieler
- Anne Collette (* 1937), Filmschauspielerin
- Chantal Dällenbach (* 1962), Langstreckenläuferin
- Juliette Dodu (1848–1909), Spionin
- Roland Garros (1888–1918), Luftfahrtpionier
- Valérie Gauvin (* 1996), Fußballspielerin
- Felix Guyon (1831–1920), Urologe
- Édouard Hervé (1835–1899), Journalist und Mitglied der Académie française
- Auguste Lacaussade (1815–1897), Schriftsteller
- Marius Leblond (1877–1953), Schriftsteller
- Melvine Malard (* 2000), Fußballspielerin
- Daniel Narcisse (* 1979), Handballspieler
- Patric Nottret (* 1953), Schriftsteller
- Younous Omarjee (* 1969), Politiker
- Monique Orphé (* 1964), Politikerin
- Gérald de Palmas (* 1967), Sänger
- Ronny Rodelin (* 1989), Fußballspieler
- Daniel Sangouma (* 1965), Sprinter
- Boris Steimetz (* 1987), Schwimmer
- Jacky Vidot (* 1964), Fußballspieler
- Auguste de Villèle (1858–1943), Landwirt und Dichter
- Ambroise Vollard (1865–1939), Kunsthändler

## Weblinks

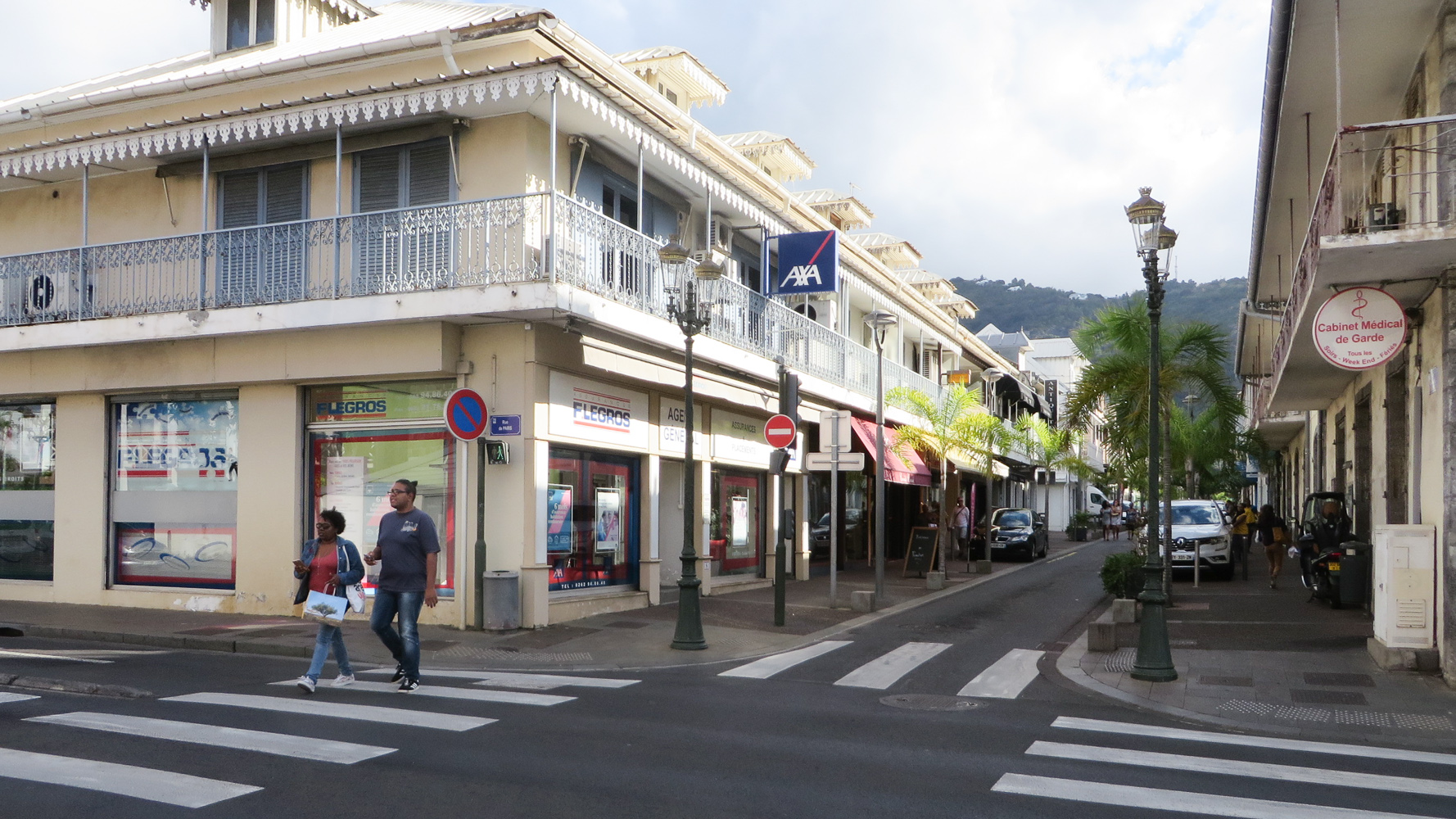
Typische Straße in Saint-Denis
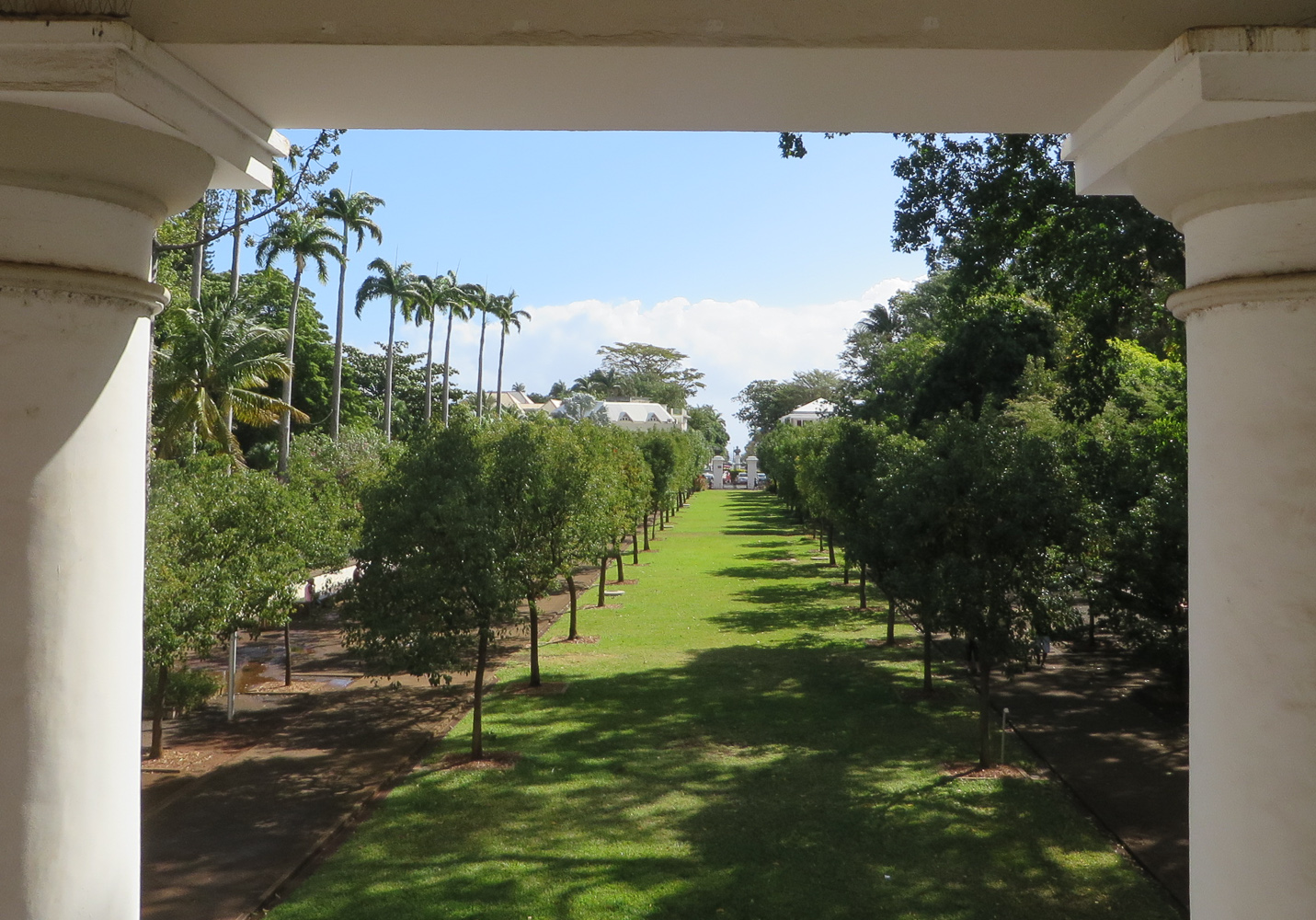
Aussicht vom Naturhistorischen Museum auf den Jardin d'Était
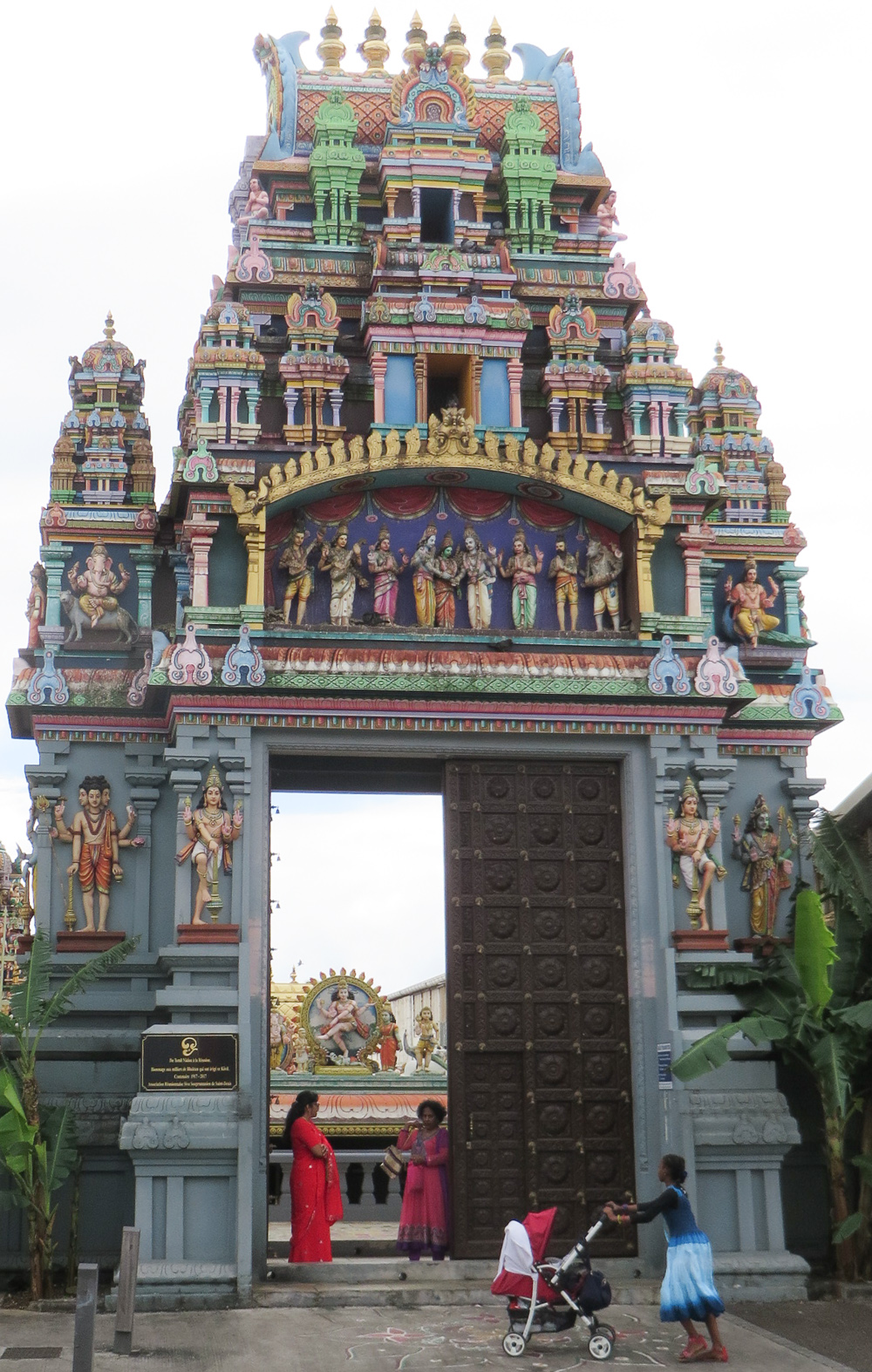
Eingang zum indischen Tempel der Tamilen
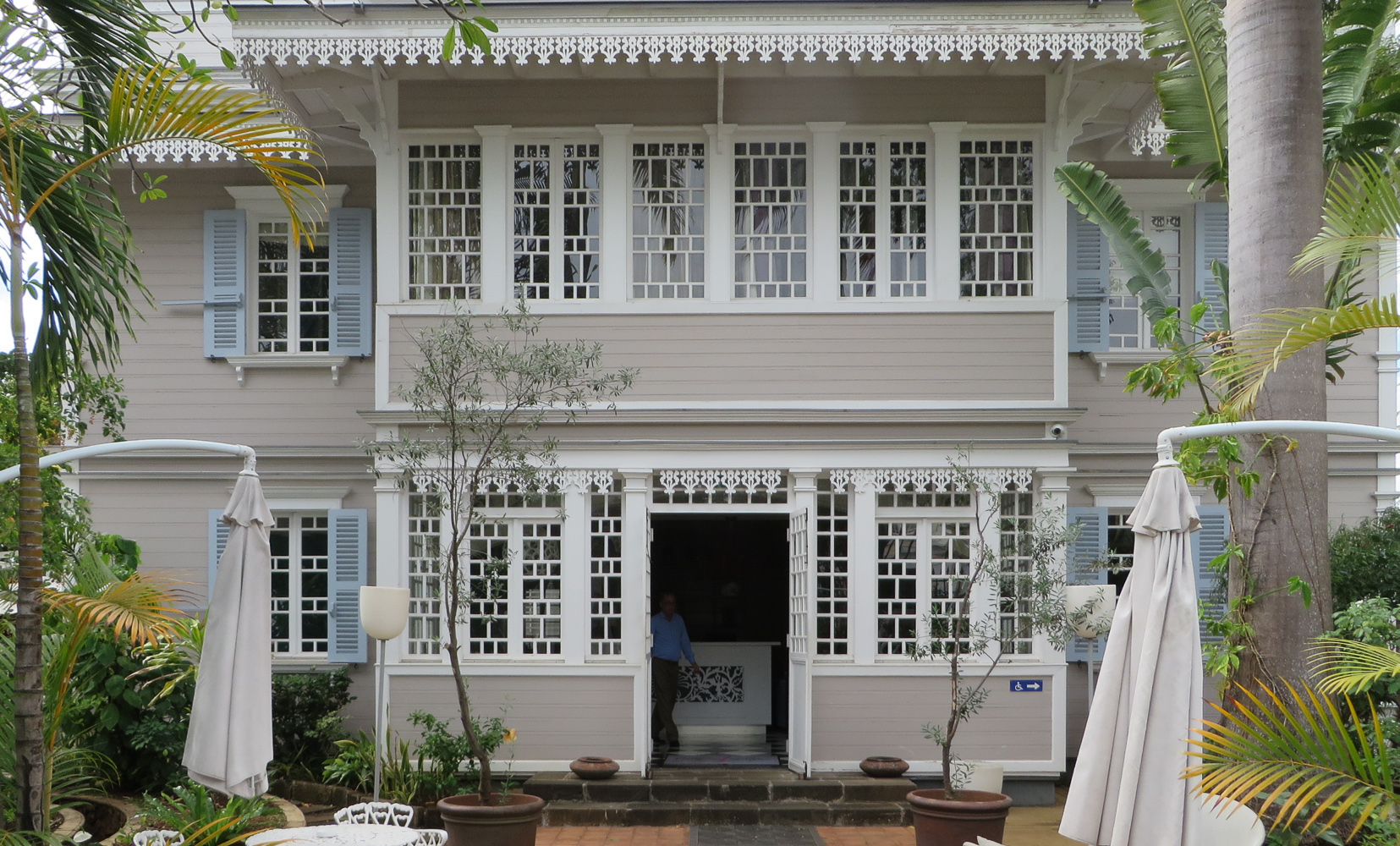
Villa Angélique (Hotel und Restaurant)
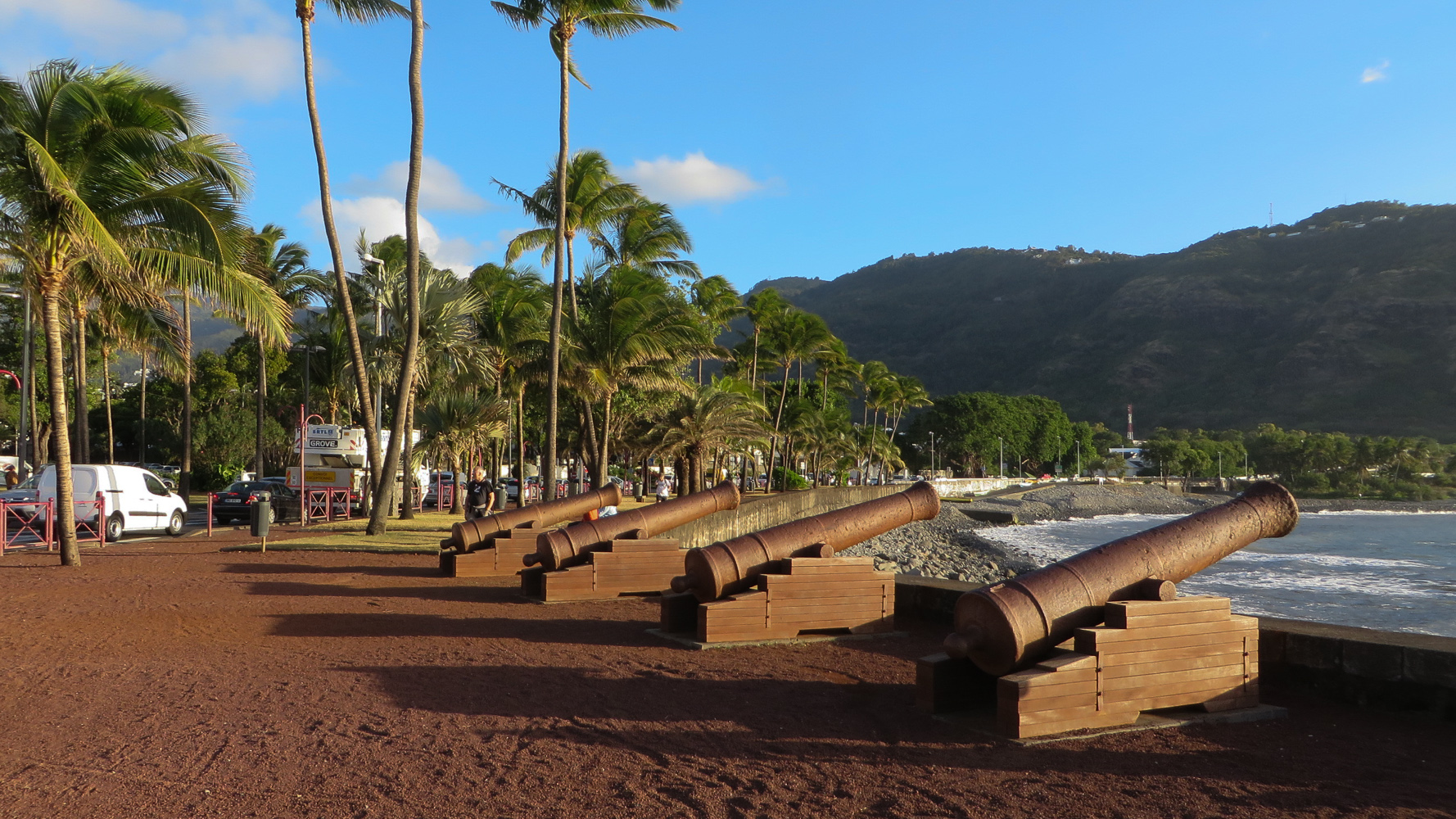
Historische Kanonen an der Küste bei Saint-Denis

## Klimatabelle
|                       | Jan  | Feb  | Mär  | Apr  | Mai  | Jun  | Jul  | Aug  | Sep  | Okt  | Nov  | Dez  |   |      |
| Mittl. Tagesmax. (°C) | 29,5 | 29,9 | 29,4 | 28,3 | 26,9 | 25,5 | 24,7 | 24,5 | 25,3 | 26,0 | 27,3 | 28,6 | ⌀ | 27,1 |
| Mittl. Tagesmin. (°C) | 22,8 | 23,0 | 22,8 | 21,3 | 19,6 | 18,2 | 17,4 | 17,2 | 17,7 | 18,7 | 20,2 | 21,9 | ⌀ | 20,1 |
|                       |      |      |      |      |      |      |      |      |      |      |      |      |   |      |
| Niederschlag (mm)     | 296  | 232  | 304  | 169  | 92   | 71   | 77   | 61   | 46   | 38   | 88   | 158  | Σ | 1632 |
|                       |      |      |      |      |      |      |      |      |      |      |      |      |   |      |
| Sonnenstunden (h/d)   | 7,7  | 7,6  | 6,7  | 7,4  | 7,6  | 7,3  | 7,2  | 7,1  | 7,2  | 7,1  | 7,1  | 7,0  | ⌀ | 7,2  |
|                       |      |      |      |      |      |      |      |      |      |      |      |      |   |      |
| Regentage (d)         | 16   | 14   | 14   | 11   | 9    | 9    | 11   | 9    | 7    | 6    | 7    | 12   | Σ | 125  |
|                       |      |      |      |      |      |      |      |      |      |      |      |      |   |      |
| Wassertemperatur (°C) | 27   | 27   | 27   | 27   | 26   | 25   | 24   | 23   | 23   | 24   | 25   | 26   | ⌀ | 25,3 |
|                       |      |      |      |      |      |      |      |      |      |      |      |      |   |      |
| Luftfeuchtigkeit (%)  | 76   | 76   | 78   | 75   | 73   | 72   | 72   | 70   | 70   | 71   | 74   | 76   | ⌀ | 73,6 |

| 22,8 |

| 23,0 |

| 22,8 |

| 21,3 |

| 19,6 |

| 18,2 |

| 17,4 |

| 17,2 |

| 17,7 |

| 18,7 |

| 20,2 |

| 21,9 |

| 22,8 |

| 23,0 |

| 22,8 |

| 21,3 |

| 19,6 |

| 18,2 |

| 17,4 |

| 17,2 |

| 17,7 |

| 18,7 |

| 20,2 |

| 21,9 |